# Road Trip (film)
Road Trip è un film commedia del 2000, co-scritto e diretto da Todd Phillips.
Il film è tratto da alcune esperienze di vita di Todd Phillips e, anche se ottenne un tiepido successo ai botteghini, col tempo seppe ritagliarsi uno spazio tra gli appassionati tanto da essere considerato tra i "cult" del genere, insieme ad American Pie. Dalla stessa idea sono stati girati altri due film (EuroTrip e Boat Trip) i quali però non ottennero lo stesso successo dell'originale.

## Trama
Università di Ithaca, New York. Barry Manilow sta tenendo una visita guidata ad una scolaresca quando uno dei ragazzi domanda se sia mai successo nulla di interessante all'università, Manilow inizia a raccontargli la storia del suo amico, Josh Parker. Josh, studente dell'università, aveva una relazione a distanza con Tiffany, studentessa all'Università di Austin, in Texas. Nonostante la distanza, le era fedele. Allo stesso tempo però il ragazzo era anche attratto da Beth, una sua compagna di corso innamorata di lui. Durante un party organizzato da un suo amico, E.L., per gioco iniziano a tenere un'asta con in palio la compagnia delle ragazze disponibili. Josh finisce per comprare la compagnia di Beth per salvarla da un assistente universitario, Jacob. Per divertimento i ragazzi decidono di registrare con una telecamera la loro notte insieme.
Ma, per colpa di un amico maldestro, la cassetta viene spedita a Tiffany, la ragazza di Josh. Con E.L. , l'amico Rubin, e Kyle, Josh organizza un viaggio in macchina fino in Texas, per recuperare il pacco con la cassetta, prima che questo venga consegnato a Tiffany.

## Ambientazione
Tutti i nomi di college presenti nel film sono delle varianti dei veri nomi di college. La Università di Ithaca è in realtà l'Ithaca College, ad Ithaca. Ithaca è stato scelto come luogo del film perché il regista Todd Phillips e lo sceneggiatore Scott Armstrong erano entrambi alunni dell'Ithaca College. Il nome Università di Ithaca è stato usato perché il college non ha concesso l'autorizzazione ad usare il vero nome della scuola nel film. Gli spazi aperti di quella che nel film è chiamata Università di Ithaca sono in realtà quelli dell'Università di Harvard. Altri nomi falsi sono quelli dell'Università di Boston e dell'Università di Austin. Gran parte del film è stato girato nel campus del Georgia Tech della Emory University e dell'Università della Georgia.<A

## Curiosità
- L'auto su cui i ragazzi iniziano il loro viaggio fino ad Austin e che appartiene al padre di Kyle è una Ford Taurus GL berlina prima serie, prodotta dal 1986 al 1991.

- Durante il viaggio verso Austin, la mattina in cui E.L. riesce a rubare un pulmino di una scuola, gli altri tre ragazzi stanno facendo colazione in un locale sulla cui porta di ingresso si legge il nome "Gwinnett Diner". La Gwinnett Diner è una vera mensa universitaria situata, in Georgia, vicino al campus dove è stato girato la gran parte del film.

- Il regista del film Todd Phillips, fa una breve apparizione nel film in una scena su un autobus, insieme a Beth.

## Colonna sonora
- Eels - Mr. E's Beautiful Blues
- Kid Rock feat. Uncle Kracker - E.M.S.P.
- Jungle Brothers - Early Morning
- Run-D.M.C. - It's Tricky
- Buckcherry - Anything, Anything (I'll Give You)
- The K.G.B. - Fortune & Fame
- Supergrass - Pumping On Your Stereo
- The Jon Spencer Blues Explosion - Lovin' Machine
- Twisted Sister - I Wanna Rock
- Ween - Voodoo Lady
- Ash - I'm Gonna Fall
- Minnie Riperton - Inside My Love
- Kid Rock, Joe C. e Tino - Early Mornin' Stoned Pimp